# زیردریایی یو-۲۰ (۱۹۳۶)
زیردریایی یو-۲۰ (۱۹۳۶) (به انگلیسی: German submarine U-20 (1936)) یک زیردریایی است که طول آن ۴۲٫۷۰ متر (۱۴۰ فوت ۱ اینچ) می‌باشد. این زیردریایی در سال ۱۹۳۶ ساخته شد.